# Кечмания 13
Кечмания 13 (на английски: WrestleMania 13) е тринадесетото годишно pay-per-view събитие от поредицата Кечмания, продуцирано от Световната федерация по кеч (WWF). Събитието се провежда на 23 март 1997 г. в Роузмънт, Илинойс.

## Обща информация
Основното събитие е мач без дисквалификации между Гробаря и Психаря Сид за Световната титла в тежка категория на WWF, който Гробаря печели след намеса от Брет Харт. Основните мачове на ъндъкарда са Брет Харт срещу Ледения Стив Остин в мач с предаване, Легионът на смъртта и Ахмед Джонсън срещу Нацията на доминация в уличен бой, и Роки Маивиа срещу Султанът за Интерконтиненталната титла на WWF.
Приходите от билети са общо 837 150 долара и 0,77 PPV рейтинг. Това е единствената Кечмания в историята, която не е разпродадена. Събитието като цяло получава смесени отзиви и е наречено едно от най-лошите в историята на Кечмания. Въпреки това, мачът между Брет Харт и Ледения Стив Остин получава висока оценка, наречен е един от най-великите мачове в историята на кеча и е посочен от някои като началото на Attitude ерата.

## Резултати
| №                                         | Резултати | Правила                                                                                  | Време |
| ----------------------------------------- | --- | ---------------------------------------------------------------------------------------- | ----- |
| 1                                         | Били Гън побеждава Флаш Фънк (с Фънкити Трейси и Фънкити Надин) | Индивидуален мач                                                                         | 07:05 |
| 2                                         | Хедбенгърс (Мош и Траш) поб. Дъг Фурнас и Фил Лафон, Годуин (Финеъс И. Годуин и Хенри О. Годуин) (с Хилбили Джим) и Новите Блекджекс (Блекджек Брадшоу и Блекджек Уиндъм) | Отборен мач с елиминации за определяне #1 претенденти за Световните отборни титли на WWF | 10:39 |
| 3                                         | Роки Маивиа (ш) поб. Султанът (с Боб Баклънд и Железният шейх) | Индивидуален мач за Интерконтиненталната титла на WWF                                    | 09:45 |
| 4                                         | Хънтър Хърст Хелмсли (с Чайна) поб. Златен прах (с Марлена) | Индивидуален мач                                                                         | 14:28 |
| 5                                         | Оуен Харт и Британския Булдог (ш) срещу Менкайнд и Вейдър (с Пол Беърър) приключва с двойно отброяване                                                                    | Отборен мач за Световните отборни титли на WWF                                           | 16:08 |
| 6                                         | Брет Харт поб. Ледения Стив Остин | Мач с предаване с Кен Шамрок като специален гост съдия                                   | 22:05 |
| 7                                         | Ахмед Джонсън и Легионът на смъртта (Животното и Ястреба) поб. Нацията на доминация (Кръш, Фарук и Савио Вега) (с Кларънс Мейсън, Д'Ло Браун, Джей Си Айс и Улфи Ди)      | Чикагски уличен бой                                                                      | 10:45 |
| 8                                         | Гробаря поб. Психаря Сид (ш) | Мач без дисквалификации за Световната титла в тежка категория на WWF                     | 21:19 |
| - (ш) – указва шампиона/шампионите в мача | |                                                                                          |       |